# 死のロボット
『死のロボット』（しのロボット、英: The Robots of Death）は、イギリスのSFテレビドラマシリーズ『ドクター・フー』のシーズン14の5番目のストーリー。イギリスでは1977年1月29日から2月19日にかけて放送された。日本では放送こそされていないものの、VHSが株式会社ポニーキャニオンから1987年5月21日に発売された。
本作はアガサ・クリスティ、アイザック・アシモフ、フランク・ハーバートの作品に影響を受けている。クリス・バウチャーが脚本を執筆し、フィリップ・ヒンチクリフがプロデューサーを、マイケル・E・ブラントが監督を務めた。ラジオ・タイムズは本作を「ファンのお気に入り」「サスペンスに富んでいる」「美しいデザイン」と褒め、トム・ベイカーが演じる4代目ドクターの代表作と表現した。『ドクター・フー』の50周年記念の際には、英国映画協会で本作が4代目ドクターの時代を代表する作品に選ばれている。

## 制作
脚本の初期タイトルには Planet of the Robots や The Storm-mine Murders があった。
本作におけるロボットの扱いにはロボット工学三原則を意識した場面が多々あった。本作の悪役タレン・キャペルは、ロボットという単語を最初に生み出したカレル・チャペックを反映する。ウヴァノヴの名前はアイザック・アシモフを、ポールはSF作家ポール・アンダースンを反映する。脚本ではロボフォビア（ロボットに対する不合理な恐怖）が「グリムワデ症候群」と呼称されており、これは当該エピソードの収録シーンの一部を監督したピーター・グリムワデに関する内輪ネタである。グリムワデは仕事にロボットが関係することを頻繁に嘆いていた。
鉱山で使用される乗り物サンドマイナーは小説『デューン』から派生したもの。